# Колібрі-лісовичок буроголовий
Колі́брі-лісовичо́к буроголовий (Thalurania furcata) — вид серпокрильцеподібних птахів родини колібрієвих (Trochilidae). Мешкає в Південній Америці.

## Опис

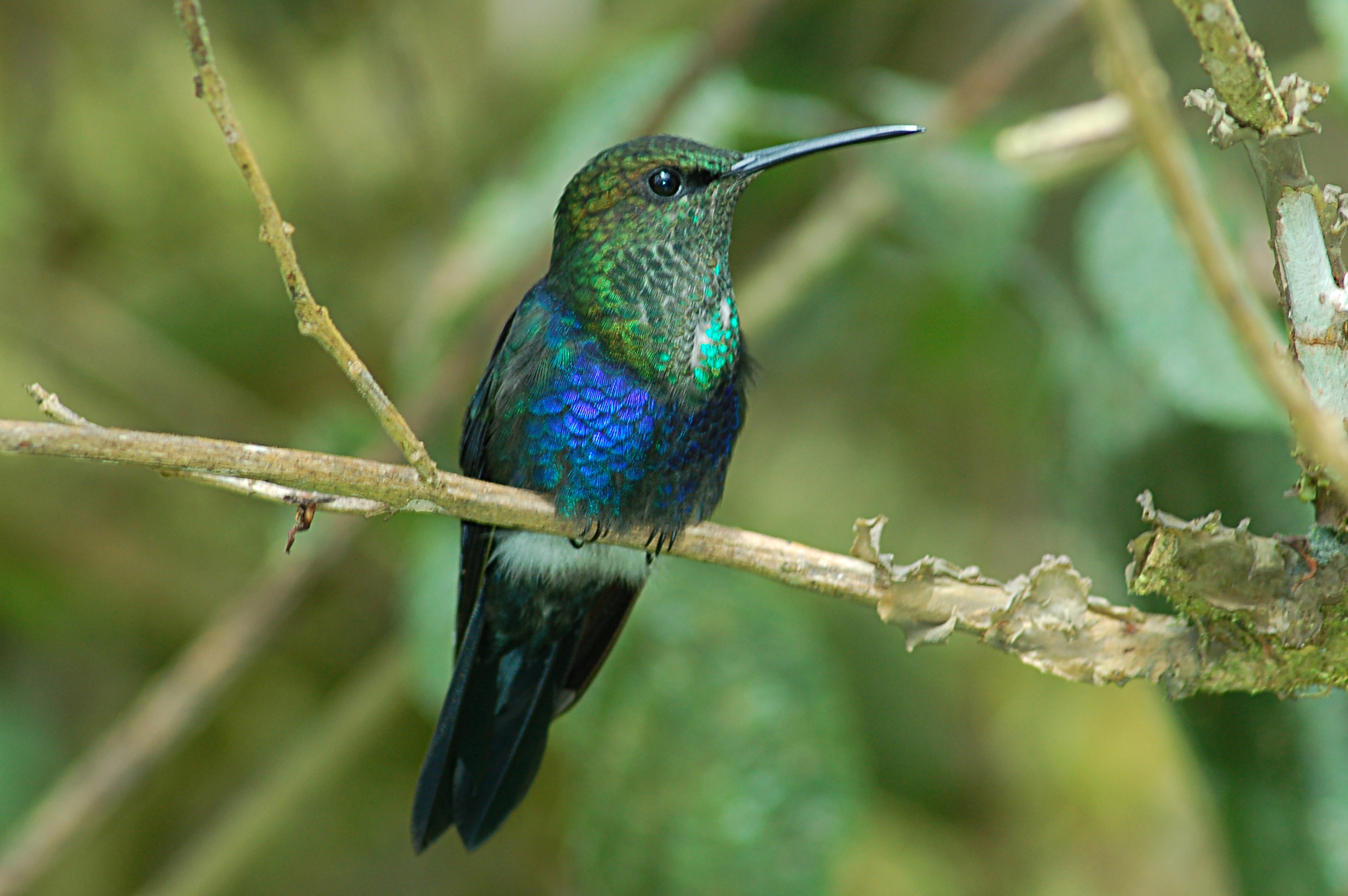
Самець буроголового колібрі-лісовичка (провінція Напо, Еквадор)

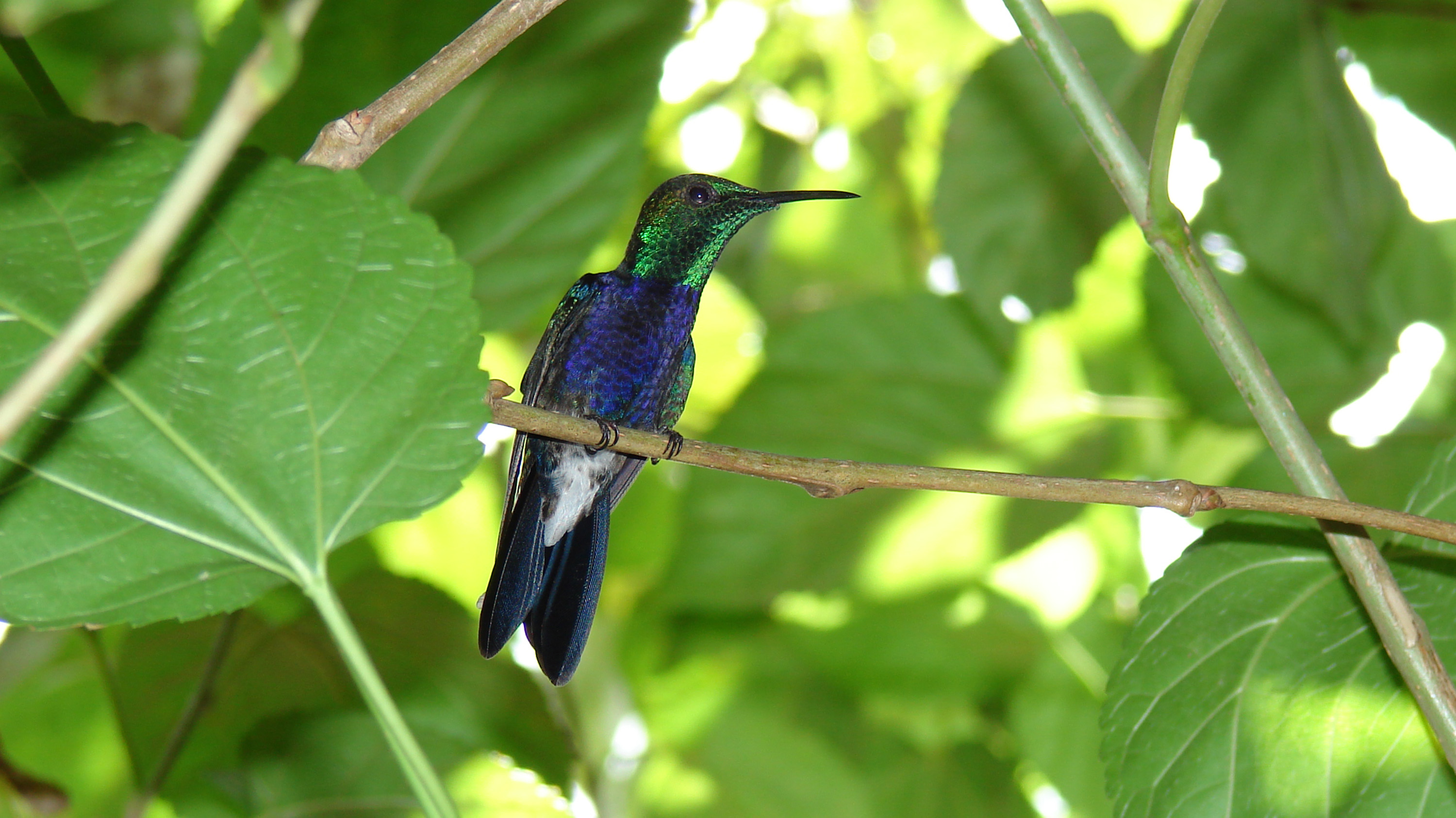
Буроголовий колібрі-лісовичок

Довжина самців становить 9,5-12,9 см, вага 3,6-6 г, довжина самиць становить 8-10,7 см, вага 3-5 г. У самців номінативного підвиду тім'я і потилиця темно-бронзові, верхня частина тіла темно-бронзово-зелена, на верхній частині спини фіолетова смуга. Горло зелене, блискуче, живіт фіолетовий, нижні покривні пера хвоста темно-сталево-сині з тьмяними білими краями. Хвіст роздвоєний, синювато-чорний. Дзьоб середньої довжини, прямий, чорний. У самиць номінативного підвиду верхня частина тіла яскраво-зелена, тім'я у них більш тьмяне, бронзове. Нижня частина тіла блідо-сіра. Хвіст біля основи зелений, решта стернових пер сталево-синювато-чорні, три крайні пари стернових пер мають білі кінчики. У молодих самців верхня частина тіла тьмяно-бронзово-зелена, нижня частина тіла більш темна. У молодих самиць верхня частина тіла більш бронзово-зелена, ніж у дорослих самиць, а деякі пера на обличчі, потилиці і надхвісті мають охристі краї.
Представники підвидів T. f. refulgens і T. f. orenocensis є майже ідентичними до представників номінативного підвиду. У самців підвиду T. f. fissilis нижні покривні пера хвоста повністю сині. У самців підвиду T. f. nigrofasciata верхня частина тіла золотисто-зелена, на грудях у них вузька чорна смуга, фіолетова смуга на верхній частині спини розірвана. У самців підвиду T. f. viridipectus також на грудях присутня вузьку чорна смуга, що відділяє велику зелену пляму на горлі від фіолетового живота. У самців підвиду T. f. jelskii нижня частина горла і груди мають синюватий відтінок, на грудях у них незамкнена чорна смуга. У самців підвиду T. f. balzani тім'я зелене, а нижні окривні пера хвоста білі. Самці підвиду T. f. furcatoides є дещо більшими за самців номінативного підвиду, тім'я у них чорнувате. У самців підвиду T. f. boliviana зелена пляма на горлі невелика, а на грудях у них є кілька чорних плям. Самці підвиду T. f. simoni є дуже схожими на самців підвиду T. f. balzani, однак на гузці і нижніх покривних перах хвоста у них є чорнувата смуга. У самців підвидів T. f. baeri і T. f. eriphile лоб блискучий, зелений, а тім'я чорнувате. Самиці різних підвидів вирізняються відтінком сірого живота, іноді також гузки. Тім'я і верхня частина тіла у них такі ж, як і у самців відповідних підвидів.

## Підвиди
Виділяють тринадцять підвидів:
- T. f. refulgens Gould, 1853 — півострів Парія[en] і гори Сьєрра-де-Кумана на північному сході Венесуели;
- T. f. furcata (Gmelin, JF, 1788) — від крайнього сходу Венесуели через Гвіану до північного сходу Бразильської Амазонії (на північ від Амазонки);
- T. f. fissilis Berlepsch & Hartert, EJO, 1902 — південний схід Венесуели і сусідні райони на крайньому заході Гаяни і на півночі Бразилії (Рорайма);
- T. f. orenocensis Hellmayr, 1921 — басейн Ориноко у верхній течії (південь Венесуели);
- T. f. nigrofasciata (Gould, 1846) — крайній схід Колумбії (Ґуайнія), південь Венесуели (Амасонас) і верхів'я Ріу-Негру на північному заході Бразильської Амазонії;
- T. f. viridipectus Gould, 1848 — схід Колумбії і Еквадору та північний схід Перу;
- T. f. jelskii Taczanowski, 1874 — схід Перу і прилеглі райони на заході Бразильської Амазонії;
- T. f. simoni Hellmayr, 1906 — крайній схід Перу і захід Бразильської Амазонії (на південь від Амазонки);
- T. f. balzani Simon, 1896 — північ центральної Бразилії (на південь від Амазонки, на схід до Тапажоса);
- T. f. furcatoides Gould, 1861 — схід Бразилії (на південь від Амазонки, на схід від Тапажоса);
- T. f. boliviana Boucard, 1894 — від південного сходу Перу на сходу центральної Болівії (Санта-Крус);
- T. f. baeri Hellmayr, 1907 — від північно-східної і центральної Бразилії до південної Болівії та до північної Аргентини;
- T. f. eriphile (Lesson, RP, 1832) — від південно-східної Бразилії (на південь від Баїї) на південь до Парагвая і північнео-східної Аргентини (Місьйонес).

## Поширення і екологія
Буроголові колібрі-лісовички мешкають в Колумбії, Еквадорі, Перу, Болівії, Бразилії, Венесуелі, Гаяні, Суринамі, Французькій Гвіані, Аргентині і Парагваї. Вони живуть у вологих тропічних лісах терра-фірме, у варзейських лісах (тропічних лісах у заплавах Амазонки і її притоків), на узліссях і галявинах, у старих вторинних лісах, на плантаціях і в садах. Зустрічаються на висоті до 1700 м над рівнем моря. Деякі популяції здійснюють локальні переміщення, реагуючи на цвітіння деяких видів рослин, а андійські популяції здійснюють висотні міграції.
Буроголові колібрі-лісовички живляться нектаром різноманітних квітучих трав'янистих рослин, чагарників, ліан і дерев. Зокрема, на сході Колумбії птахи живляться нектаром епіфітів з родин бромелієвих і вересових, ліан з родів Mucuna, Gurania і Combretum, дерев з родів Inga, Erythrina, Genipa, Tachigali, Quararibea і Syzigium, чагарників з родин маренових і акантових, а також нектаром трав, зокрема Heliconia і Costus. В Болівії птахи живилися нектаром кактусів Stetsonia coryne. Буроголові колібрі-лісовички шукають нектар в усіх ярусах лісу. Самці захищають кормові території, самиці роблеть це рідше, натомість зазвичай шукають нектар, переміщуючись за певним маршретом. Крім того, буроголові колібрі-лісовички живляться дрібними безхребетними, яких ловлять в польоті, а іноді збирають з листя.
Початок сезону розмноження у буроголових колібрі-лісовичків різниться в залежності від регіону. Гніздо невелике. чашоподібне, робиться з рослинного пуху і павутиння, зовні покривається лишайником, прикріплюється до горизонтальної гілки, на висоті від 1,5 до 2,5 м над землею, іноді вище. В кладці 2 яйця. Інкубаційний період триває 15 днів, пташенята покидають гніздо через 22-25 днів після вилуплення.